# Sator
För andra betydelser, se Sator (olika betydelser).
Sator är ett svenskt punkrockband från Borlänge. Mellan åren 1981 och 1987 hette gruppen Sator Codex, men bytte namn till Sator 1987. Tillsammans med namnbytet bytte bandet även stil. 1992 fick de en Grammis för bästa hårdrocksalbum, Headquake.
Sator har kallats för "Hultfreds enda husband" då de under 1980- och 1990-talen var en ständigt återkommande del av Hultsfredsfestivalen.
Sator spelade även på kickoffen på Peace & Love-festivalen i Borlänge 6 juli 2006. Sommaren 2011 var Sator inbokade på flera festivaler: 1 juli på Peace & Love, 8 juli på festivalen Putte i Parken i Karlskoga, samt 6 augusti på Way Out South i Trelleborg,.

## Medlemmar
- Kent Norberg – Sång och gitarr
- Hans Gäfvert – Keyboard
- Chips Kiesbye – Sång och gitarr
- Heikki Kiviaho – Bas
- Michael Solén (tidigare Olsson) – Trummor
- Björn Clarin – (f.d. sångare i Sator Codex)

## Diskografi

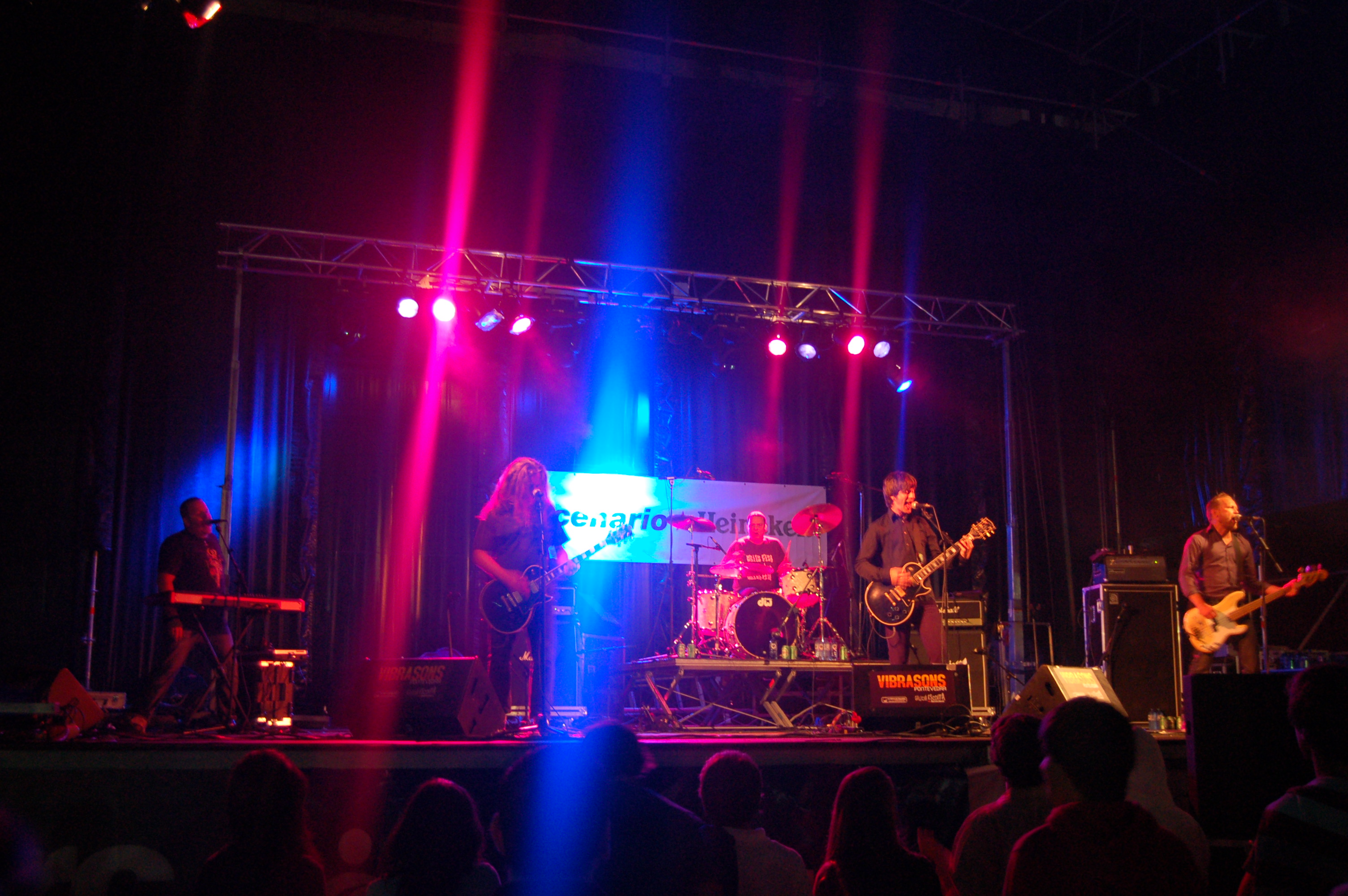
Sator live i Pontevedra.

### Album
- Wanna Start A Fire! (1986) (som Sator Codex)
- Slammer! (1988)
- Stock Rocker Nuts (1990)
- Headquake (1992)
- Barbie-Q-Killers vol. 1 (1994)
- Stereo (1995)
- Musical Differences (1998)
- Basement Noise (2006)
- Under the radar (2011)
- Return of Barbie-Q-Killers (2022)

### Singlar
- "Howling" / "Middle east mix" – (1984) (som Sator Codex)
- "Leech" / "Leech (remix), She Falls" – (1985) (som Sator Codex)
- "Scales to skin" / "Crusade (Gonna start a fire)" – (1986) (som Sator Codex)
- "Oh Mama" – (1988)
- "World" – (1990)
- "Restless Again" – (1990)
- "Hello Hello! (I'm Back Again)" – (1990)
- "We're Right, You're Wrong" – (1992)
- "I Wanna Go Home" – (1992)
- "Ring Ring" – (1993)
- "I'd Rather Drink Than Talk" – (1993)
- "No Solution" – (1994)
- "I'll Wait" – (1994)
- "Nothing Hurts" – (1994)
- "Out Of The Void" – (1995)
- "This is my life" – (1995)
- "Even As We Speak" – (1995)
- "It Really Doesn't Matter Now" – (1995)
- "I'm Gone" – (1997)
- "Everybody's Making Plans" – (1998)
- "Love MF" – (1998)
- "TV-Night" – (1999)
- "Droppin' out!" – (1999)
- "Brown Eyed Son" - (2022)